# أبو عامر الأشعري
أبو عامر الأشعريّ،هو عُبَيْد بن سُلَيم بن حَضَّار الأَشْعَرِي، كنيته أَبو عامر، عم أَبي موسى وقيل ابن عمه عم أبو موسى الأشعريّ. كان من كبار الصّحابة، هاجر إلى الحبشة، قُتِل في السنة الثامنة من الهجرة في سرية أوطاس والتي بعثه رسول الله ﷺ اليها، ولما سمع بقتله رفع يديه يَدْعُو له أن يجعله الله فوق كثيرٍ من خلقه.

## اسمه ونسبه
عُبَيْد بنِ سُلَيم بن حَضَّار بن حَرْب بن عامِر بن عَنْز بن بكر بن عامر بن عذر بن وائل بن ناجية بن الجُمَاهِر بن الأَشْعر بن أَدَد بن زيد بن يَشْجُب بن عُريب بن زيد بن كهلان بن سبأ.

## سرية أوطاس
لما فرغ رسول الله ﷺ من حُنين بعث أبا عامر على جيشٍ إلى أَوْطاس فلقي ابن الصَّمة، فقُتل وهزم الله أصحابه، ورُمي أبو عامر في ركبته، رماه رجل من بني جشم بسهم فأَثْبَتَه في ركبته.
وقال ابن كثير الدمشقي في البداية والنهاية: (وكان سببها أن هوازن لما انهزمت ذهبت فرقة منهم، فيهم الرئيس مالك بن عوف النصريّ، فلجؤوا إلى الطائف فتحصنوا بها، وسارت فرقة فعسكروا بمكان يُقال له : أوطاسٌ. فبعث إليهم رسول الله صلى الله عليه وسلم سرية من أصحابه، عليهم أبو عامر الأشعري، فقاتلوهم فغلبوهم، ثم سار رسول الله صلى الله عليه وسلم بنفسه الكريمة فحاصر أهل الطائف.. 
وقال ابن إسحاق: وبعث رسول الله صلى الله عليه وسلم في آثار من توجه قِبل أوطاس أباعامر الأشعري، فأدرك من الناس بعض من أنهزم، فناوشوه القتال فرمي أبو عامرٍ فقتل، فأخذ الراية أبو موسى الأشعري وهو ابن عمه فقاتلهم، ففتح الله عليه، وهزمهم الله عز وجل، ويزعمون أن سلمة بن دريد هو الذي رمى أبا عامر الأشعريّ بسهم، فأصاب ركبته فقتله. 